# Saint-Jean-Pied-de-Port
Saint-Jean-Pied-de-Port (baskicky Donibane Garazi, španělsky San Juan Pie de Puerto, okcitánsky Sant Joan de Pei de Port) je obec v departementu Pyrénées-Atlantiques v jihozápadní Francii. Bylo hlavním městem provincie Basse-Navarre. Je členem sdružení Les Plus Beaux Villages de France (Nejkrásnější vesnice Francie). Starostou do roku 2026 je Laurent Inchauspé.
Obec má přibližně 1 500 obyvatel a rozlohu 2,7 km².

## Osobnosti
Osobnosti spojené s obcí:
- Bernard Etxepare, autor první tištěné knihy v baskičtině
- Juan Huarte, lékař a filozof
- Charles Floquet (1828–1896), francouzský právník a státník
- Imanol Harinordoquy (* 1980), francouzský hráč ragby